# Bazovik
Bazovik ist ein kleines, zur Opština Pirot gehörendes Dorf im Osten von Serbien. Im Jahr 2002 betrug die Einwohnerzahl 203, es handelt sich vorwiegend um Bergbauern.
Die Einwohnerzahl betrug nach dem Zweiten Weltkrieg noch über 1.000 und sinkt seit den 1950er Jahren stetig, da die jüngere Generation in die Städte zieht.
Bazovik liegt etwa 25 km nordwestlich von Pirot und 15 km nordöstlich von Bela Palanka.
Angrenzende Dörfer sind Orlja und Cerova.